# Unipetrol
Unipetrol je češka industrija nafte koja je u većinskom vlasništvu poljske naftne kompanije PKN Orlen. Udio poljskog naftnog giganta iznosi 62,99 %.
Tvrtka se bavi crpljenjem i obradom nafte, prodajom goriva kroz vlastiti lanac benzinskih crpki te proizvodnjom petrokemijskih i kemijskih proizvoda. Spada među deset najvećih tvrtki u Češkoj. 

## Povijest
Tvrtku je 1994. osnovao Fond za nacionalno vlasništvo kao jedan od prvih koraka privatizacije češke petrokemijske industrije.
2001. godine češka Vlada je odlučila prodati svoj većinski udio te je tadašnje povjerenstvo proglasilo pobjednikom britansku tvrtku Rotch Energy koja je ponudila 444 milijuna eura. Ipak, češka Vlada u prosincu 2001. odlučuje Unipetrol prodati domaćem Agrofertu za 361 milijun eura. Stjecanjem okolnosti, Agrofert nije uspio nabaviti sva sredstva te je raskinut ugovor s njime te je proglašen novi natječaj.
U siječnju 2004. u samo finale ulazi šest tvrtki ili konzorcija. Daljnjim postupkom eliminirane su tri tvrtke: slovačka Penta Finance, ruski Tatneft i kazahstanski KazMunaiGas. U užem izboru ostali su poljski PKN Orlen, mađarski MOL te anglo-nizozemski Royal Dutch Shell. Pobjednikom je postao PKN Orlen čiju je ponudu Vlada usvojila u travnju 2004. dok je proces prodaje završen 2005. Time je poljski naftni div postao vlasnikom 63% tvrtke.

## Vlasništvo
Unipetrol u svojem vlasništvu ima i sljedeće tvrtke:
- Česká rafinérská (rafinerija nafte u mjestima Kralupy na Vltavi i Litvinov), 51 % vlasništva
- Paramo (rafinerija nafte u mjestu Pardubice), 100% vlasništva
- Chemopetrol (petrokemijska industrija)
- Kaučuk (kemijska industrija)
- ALIACHEM (kemijska industrija)
- Unipetrol Rafinerija (usluge rafiniranja nafte)
- Unipetrol Trade (računovodstvene usluge)
- Benzina (lanac benzinskih crpki, odnosno 337 crpki gorivom u Češkoj i tri u Slovačkoj).

## Vanjske poveznice
- Službena stranica